# Aviron (sport)

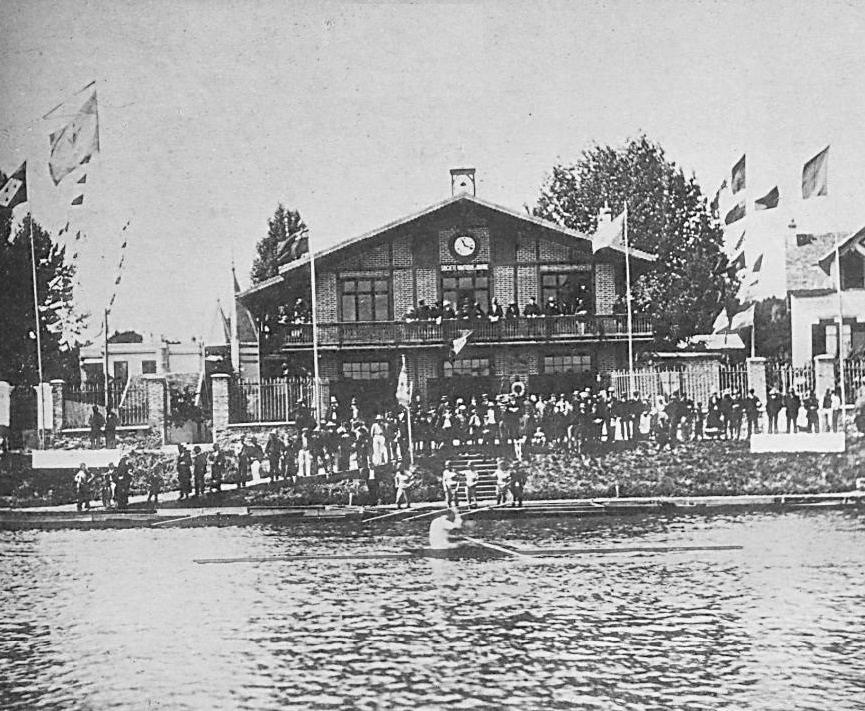
Boat-house de la Société nautique de la Marne (mars 1889).

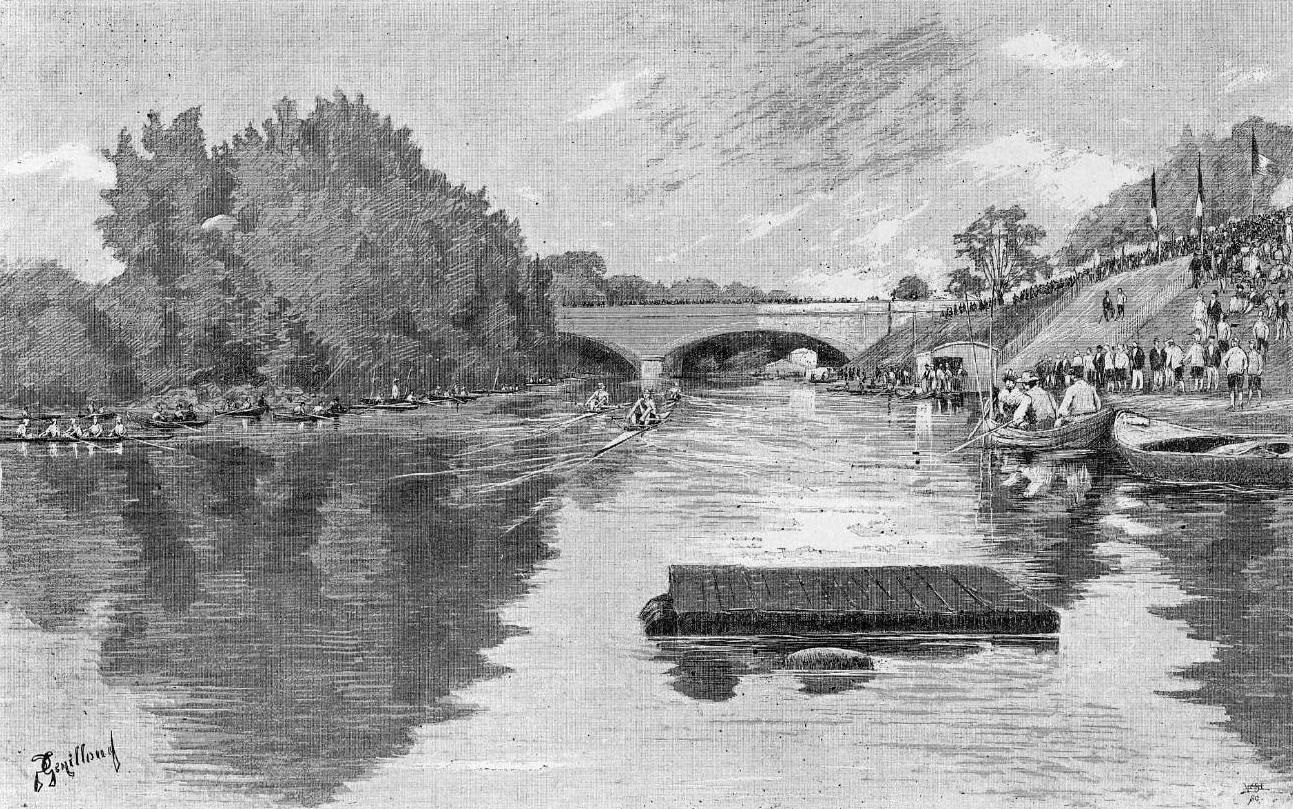
Les championnats d'aviron de la Seine -les plus anciens de France- en 1892 (Émile Lepron vainqueur cette année-là).

Pour les articles homonymes, voir Aviron.
L'aviron fait partie de la famille des sports nautiques. C'est un sport olympique depuis la création des Jeux olympiques modernes en 1896 sous l'impulsion du baron Pierre de Coubertin. Ce sport consiste à propulser une forme, étroite et allongée, de traînière à l'aide de rames, également appelées avirons, ou communément dans le milieu des pratiquants francophones « pelles ». On distingue deux catégories : l'aviron de rivière et l'aviron de mer.

## Histoire

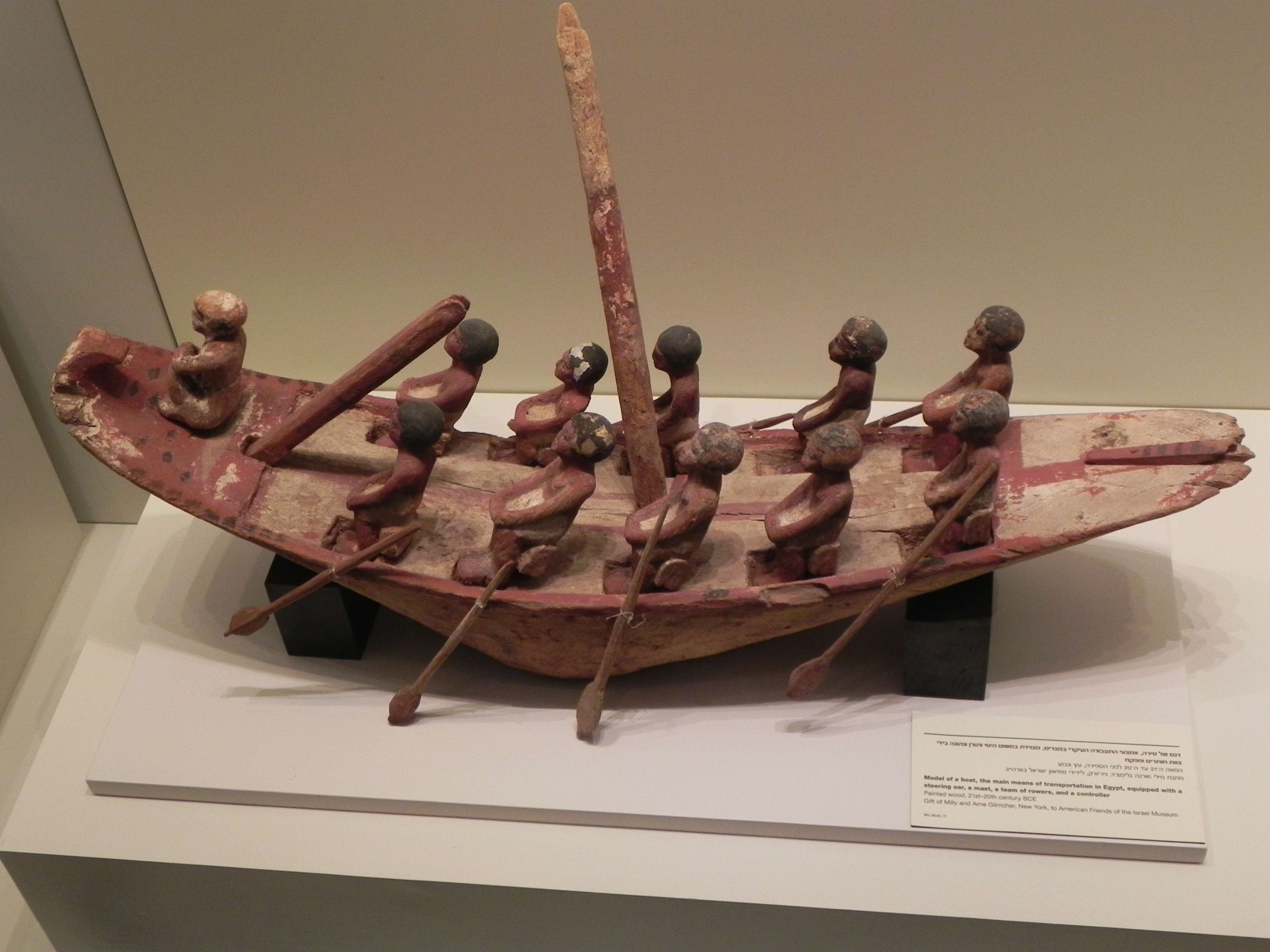

Les bateaux mûs à l'aviron sont utilisés depuis des siècles mais il n'y a que très peu de mentions de courses à l'aviron avant le XVIIIe siècle. Une inscription funéraire datant de 1400 av. J.-C. vante les qualités de rameur d'Aménophis II. Dans L'Énéide, Virgile mentionne la première course à l'aviron, organisée par Énée pour les funérailles de son père. Au XIIIe siècle, des festivals vénitiens, appelés regata comprenaient des courses à l'aviron.

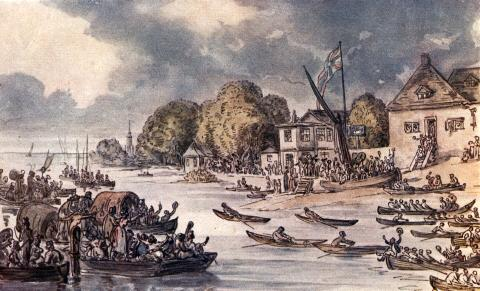
Arrivée de la Doggett's Coat and Badge. Peinture de Thomas Rowlandson.

Les premières courses modernes à l'aviron ont eu lieu dans la seconde moitié du XVIIIe siècle entre les rameurs professionnels qui opéraient en tant que taxis sur la Tamise à Londres. Des prix étaient régulièrement remis par la London Guilds and Livery Companies ou par des riches propriétaires du bord de la rivière. Au cours du XIXe siècle, l'aviron est devenu un sport amateur très populaire et ces courses attiraient des centaines voire des milliers de spectateurs. La plus ancienne course toujours existante, la Doggett's Coat and Badge, a été organisée pour la première fois en 1715 et est toujours courue entre le pont de Londres et Chelsea,.
Des compétitions entre professionnels se sont également développées en Angleterre au cours du XIXe siècle, particulièrement sur la Tyne. En Amérique, les plus anciennes courses remontent à 1756 à New York.
Les compétitions amateurs ont débuté vers la fin du XVIIIe siècle en Angleterre. Il existe peu de documents d'époque mais le Monarch Boat Club d'Eton College et l'Isis Club de Westminster School existaient déjà en 1790. Le Star Club et l'Arrow Club de Londres existaient également déjà avant 1800. À l'université d'Oxford, les Bumps races (on parle de "collision" s’il arrive qu’un bateau se fasse rattraper et dépasser) ont été organisées pour la première fois en 1815 lorsque les clubs d'aviron de Brasenose College et Jesus College ont organisé leur première course annuelle tandis qu'à l'université de Cambridge, les premières courses remontent à 1827. Brasenose a remporté la première course Head of the River de l'université d'Oxford et prétend être le plus ancien club d'aviron au monde. La course annuelle entre Cambridge et Oxford a eu lieu pour la première fois en 1829 et l'intérêt suscité par cette rivalité a permis à l'aviron universitaire de se développer.
Fondé en 1818, le Leander Club est officiellement le plus ancien club d'aviron au monde. Le second plus ancien est Der Hamburger und Germania Ruder Club, créé en 1836. En France, le premier club est né en 1838 sous le nom de la Société des régates du Havre, devenu la Société havraise de l'aviron en 1890.
Au cours du XIXe siècle, tout comme en Angleterre, des compétitions entre professionnels sont devenues très populaires aux États-Unis et ont commencé à attirer des foules impressionnantes. Le Detroit Boat Club a été créé en 1839 et est le plus ancien club du pays. En 1843, le premier club d'aviron universitaire a été créé à l'université Yale. La course Harvard-Yale est la plus ancienne compétition universitaire aux États-Unis, courue tous les ans depuis 1852,.
Les premiers bateaux de compétition d'aviron étaient des « canots-yoles », dérivés dans leur conception effilée de la traînière et de la périssoire, et équipés, à partir de 1870, du banc à coulisse, puis d'outrigger (système installé en dehors de la coque permettant de supporter les rames ou avirons). Le matériau principal de construction des embarcations et équipements était le bois jusque dans les années 1960.
Aujourd'hui les clubs d'aviron utilisent la « yolette » à 4 rameurs et 1 barreur pour l'apprentissage et la randonnée.

### En France

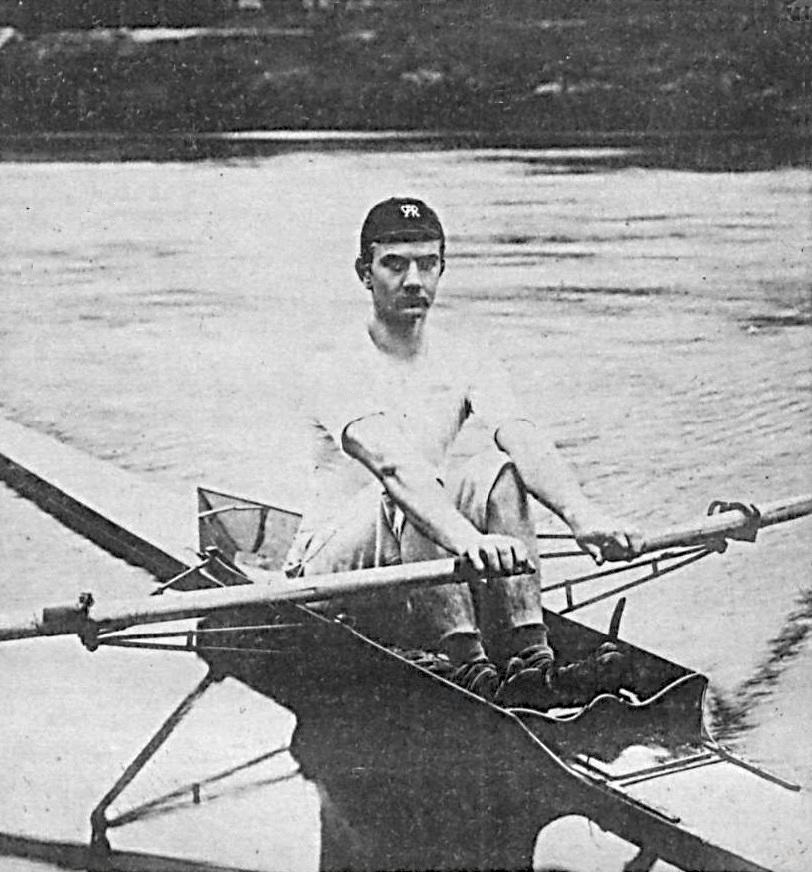
Paul Flouest toujours, champion de France d'aviron le 2 octobre 1888 (skiff).

En France, les compétitions sont dites « à virage » et, dès 1834, regroupent les équipages de canotiers dont Le Six du prince de Joinville, et plus tard, l'Eva, la Véléda, Le Duc de Framboisie ou La Sorcière des Eaux. Ces équipages voyaient leurs exploits relatés dans la presse et faisaient l'objet de paris.
De vives dissensions entre les « canotiers à canotière » et les « canotiers sérieux » — les amateurs et les professionnels — amènent la Société des régates parisiennes — aujourd'hui le Rowing Club de Paris — à édicter le premier code des courses, et à imposer la course en ligne avec des outriggers. Ce code donnera naissance, en 1853, aux Championnats de la Seine, dotés du prix du Président de la République française, qui sont toujours courus. Ce championnat servira de modèle aux régates en ligne du XXe siècle.

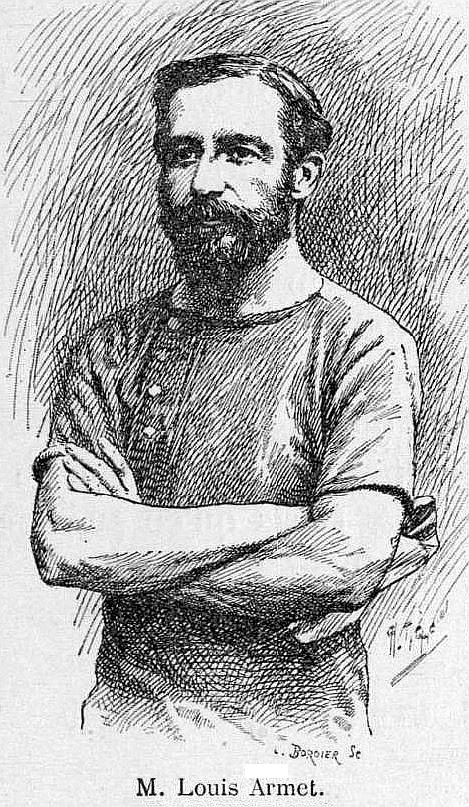
Louis Armet vers 1860 (champion de la Seine de 1857 à 1861, en skiff);
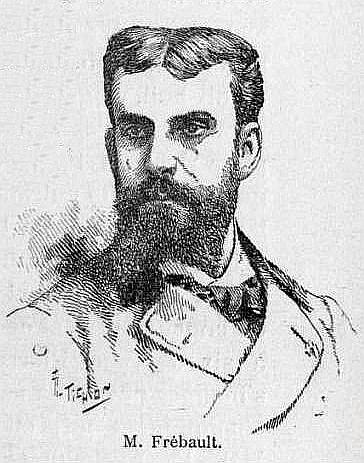
Eugène Frébault, vers 1865 (champion de la Seine de 1864 à 1867, en skiff);
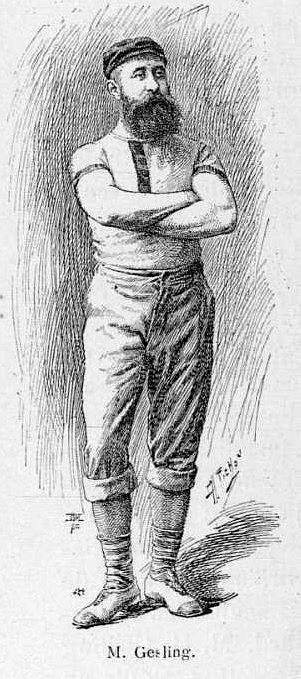
Reginald Gesling vers 1870 (champion de la Seine en 1868 et 1869, puis de 1871 à 1874, en skiff);
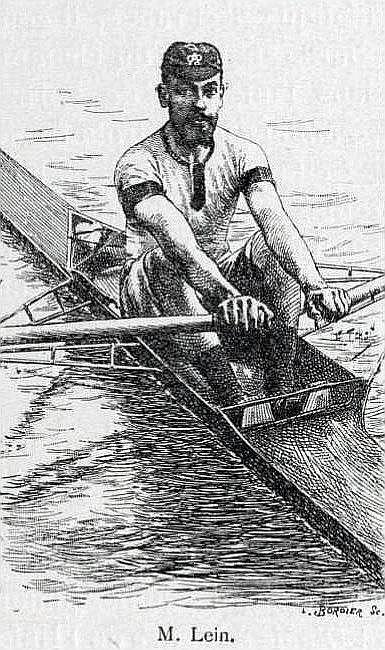
Alexandre Lein, vers 1880 (champion de la Marne de 1883 à 1885, et de France de 1876 à 1883, en skiff);
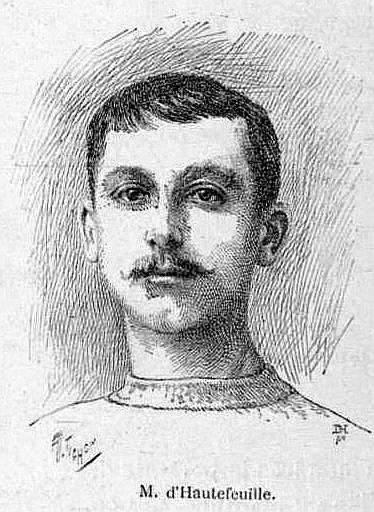
Abel d'Hautefeuille en 1884 (champion de France en skiff);
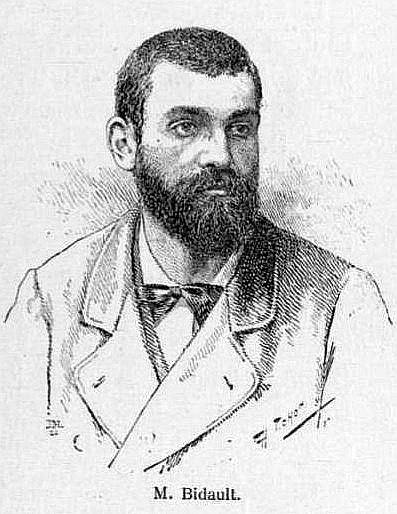
Louis Bidault en 1885 (champion de France en skiff);
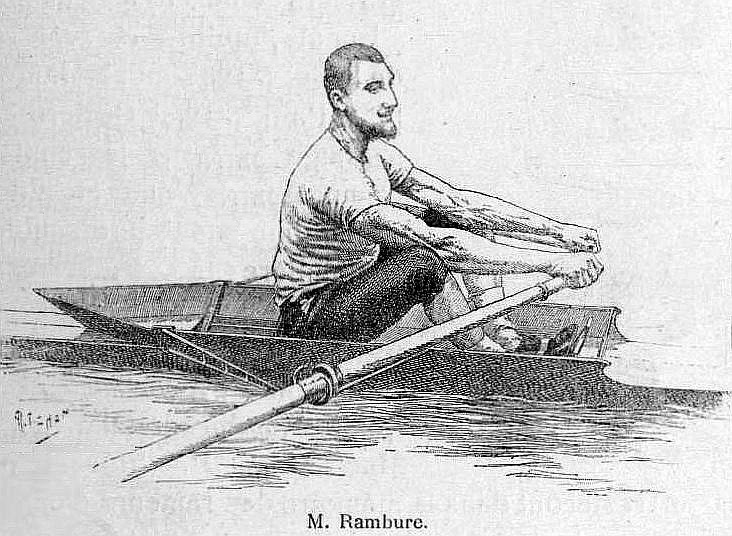
Albert Rambure en 1887 (champion de la Marne et de France en skiff);
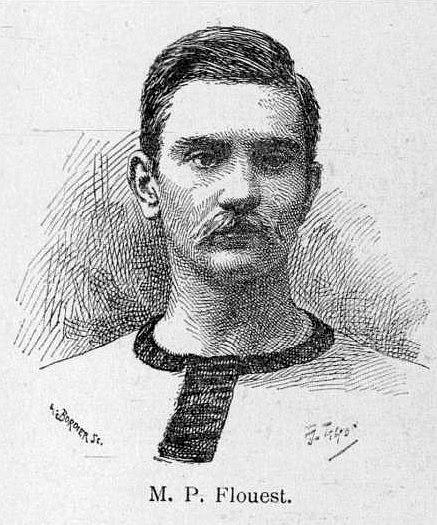
Paul Flouest en 1888 (champion de la Seine en 1887 et 1888 et de France en 1888 en skiff);
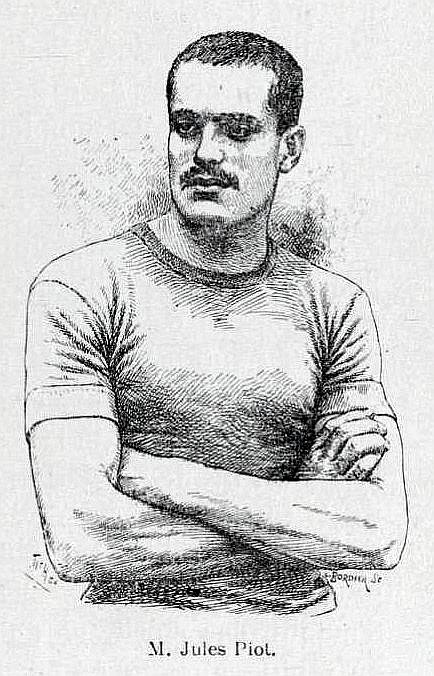
Jules Piot vers 1891 (champion de France en 1889 et de la Seine en 1893, en skiff);
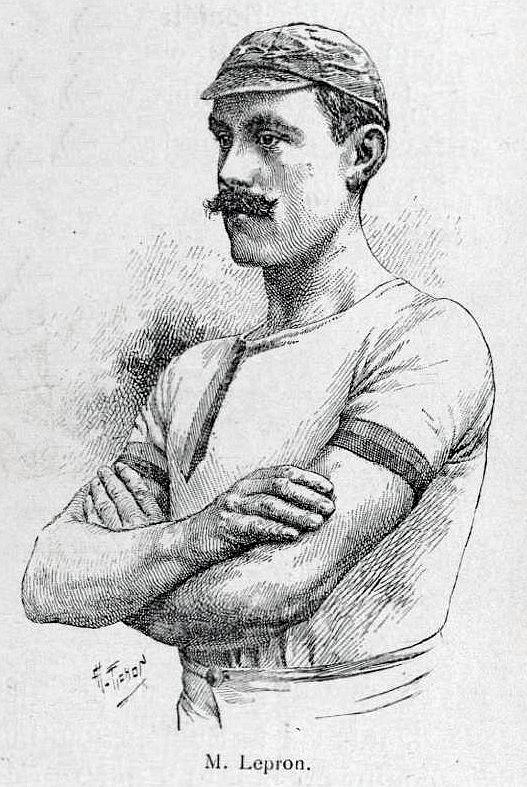
Émile Lepron vers 1895 (champion de la Marne de 1888 à 1894, de la Seine en 1889 et 1892, et de France en 1890, 1892 et 1893, en skiff);

### Fédération internationale des sociétés d'aviron
L'aviron moderne est régi par la Fédération internationale des sociétés d'aviron (FISA), fondée à Turin le 25 juin 1892 par des représentants de la France, la Suisse, la Belgique, l'Adriatica. La FISA est la plus ancienne fédération au sein du mouvement olympique. Depuis 1922, son siège est établi à Lausanne, en Suisse.
Elle a organisé les premiers championnats d'Europe d'aviron en 1893 et les championnats du monde depuis 1962. L'aviron est un sport olympique depuis 1896 (La régate prévue le 1er avril a été d'abord reportée puis annulée pour cause de tempête lors des premiers Jeux olympiques en 1896).

### Nomenclature
| Nomenclature | Composition du bateau                              |
| ------------ | -------------------------------------------------- |
| 8+           | Huit de pointe avec barreur                        |
| 4+           | Quatre de pointe avec barreur                      |
| 4-           | Quatre de pointe sans barreur                      |
| 8x           | Huit de couple                                     |
| 2-           | Deux de pointe sans barreur ou pair-oar en anglais |
| 2+           | Deux de pointe avec barreur                        |
| 4x           | Quatre de couple                                   |
| 2x           | Deux de couple ou double                           |
| 1x           | Skiff ou un de couple                              |

La nomenclature suivante est souvent utilisée pour indiquer le type de bateau.
Un préfixe H ou F indique le sexe des participants. Lors de régates nationales on retrouve ensuite la catégorie du rameur, « M » pour minime, « C » pour cadet, « J » pour junior, « S » pour senior et enfin « V » pour vétéran. Ce préfixe est suivi du nombre de rameurs (1, 2, 4 ou 8). Ensuite, la lettre « X » symbolise un bateau armé (équipé) en couple (deux avirons par rameur, un dans chaque main). Son absence signifie que le bateau est armé en pointe (un seul aviron tenu à deux mains pour chaque rameur).
Enfin, le signe « + » signale un bateau avec barreur tandis que « - » désigne un bateau sans barreur. Les bateaux de couple étant généralement sans barreur, ils ne sont jamais suivis de « - » mais sont suivis de « + » lorsqu'ils sont barrés.
Exemples :
- HS8+ = huit de pointe senior homme avec barreur.
- FJ4- = quatre de pointe junior femme sans barreur.
- HC2X = deux de couple cadet homme.
- HM1X = skiff minime homme.
- FM4X+ = quatre de couple minime femme avec barreur.

Il existe de nombreux types de compétitions à l'aviron (appelées aussi régates) .

## Technique

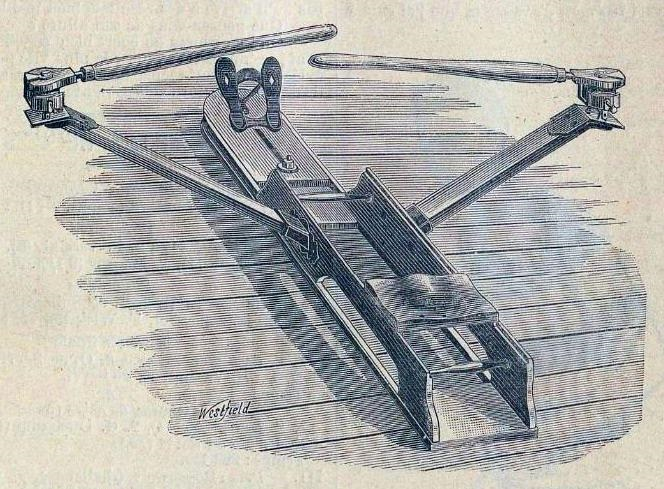
Un rameur (1892).

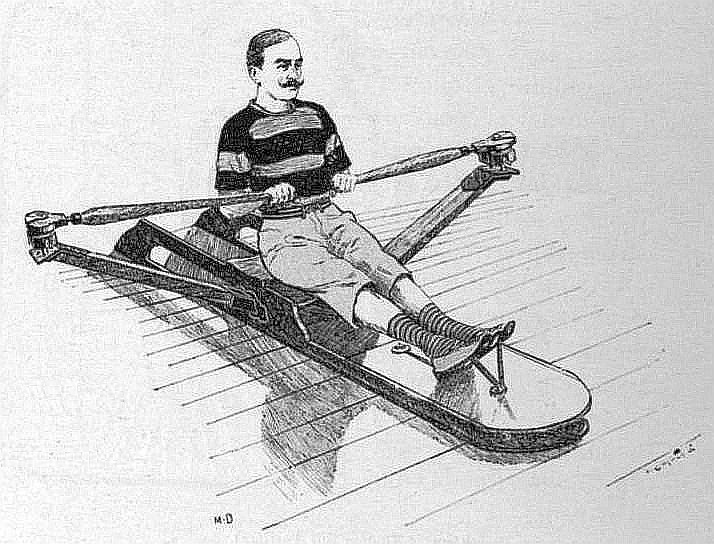
Machine à ramer en skiff (vers 1895).

L'aviron est un sport d'équilibre, de glisse et de vitesse dans de longs bateaux effilés en bois ou en matériaux composites (c.à. d. composés d'une résine armée de fibres de verre ou de carbone et également de fibres aramides). Le rameur est assis au-dessus du niveau de l'eau sur un siège roulant (une coulisse) et tourne le dos au sens d'avancement du bateau.
Les avirons (les « rames ») servent à propulser l'embarcation, qui ne porte pas de nom générique.
Selon les types d'embarcation, le rameur utilise :
- un aviron unique dit de pointe (longueur totale de 3,5 m à 4 m)
- ou deux avirons dits de couple (un peu moins de 3 m de long chacun).

Les bateaux de compétition portent le nom d'outrigger, qui fait référence au fait que les avirons sont fixés à des portants, structures (rigs) extérieures à la coque, par opposition aux yoles où la dame de nage qui fixe l'aviron est sur la coque. Des yolettes sont apparues pour l'initiation et la randonnée, plus larges donc plus stables que les outriggers mais plus légères que les yoles.
Les bateaux de course sont longs et étroits pour réduire la résistance due au frottement sur l'eau. Par exemple, la coque d'un huit mesure de l'ordre de 18 m de long pour seulement 55 cm de largeur maximum. La forme de ces bateaux les rend donc instables et susceptibles de se retourner. Le rameur doit être capable d'équilibrer le bateau tout en trouvant un appui dans l'eau le plus puissant possible.
Ce sport peut être pratiqué sur une rivière ou un lac. Les vagues ne permettent normalement pas d'utiliser les embarcations aux normes olympiques sur la mer ou l'océan mais sont possibles par des yoles et yolettes (voir plus bas : aviron de mer).
Selon le type de bateau et de compétition, les équipages comportent ou non un barreur ou une barreuse.
L'aviron est un sport très exigeant. La distance de course standard de 2 000 m est suffisamment longue pour comporter une phase importante d'endurance, mais suffisamment courte (les temps de parcours varient entre 5 min 20 s et 8 min 00 s) pour ressembler à une épreuve de demi fond en athlétisme. Les athlètes doivent donc avoir d'importantes capacités à la fois en anaérobie et en aérobie. La plupart des muscles du corps (jambes, bras, dos) sont sollicités au maximum.
Le manque relatif de couverture médiatique de l'aviron lui vaut de conserver une atmosphère rigoureuse. De longues heures d'entraînement quotidiennes, quelles que soient les conditions climatiques, ainsi qu'une forte discipline individuelle et au sein de l'équipe sont indispensables, la seule récompense de tous ces efforts étant l'appartenance au haut niveau de la communauté aviron. L'implication intense et désintéressée des rameurs de haut niveau dans leur sport est souvent considérée comme exemplaire.

### Coup d'aviron
Le geste du rameur est très technique et doit, pour être efficace, allier force, finesse et symétrie ; de son exécution parfaite dépend la glisse de la coque.
Un rameur qui se révèle être un bon technicien est ainsi en mesure de battre, sur l'eau, des rameurs physiquement plus forts.
Le but recherché par le rameur est de faire profiter à la coque de toute sa force de propulsion, sans pour autant la ralentir. Il est donc nécessaire de toujours rechercher les mouvements favorables à la glisse de la coque. Une symétrie du mouvement général est également exigée afin d'éviter de faire pencher le bateau, ce qui peut faire perdre un temps précieux au/x rameur/s. Une telle fluidité est très difficile à apprendre (le débutant à l'aviron en conviendra), car le mouvement est complexe.
Le coup d'aviron se décompose en deux phases :
- La « propulsion », lorsque le/les avirons (ou pelles) sont en appui dans l'eau, que le rameur tend les jambes et ramène les bras vers le tronc pour déplacer la coque sur l'eau. Cette phase est rapide et puissante, les muscles sont en tension, les cuisses propulsant vigoureusement tandis que les bras et le dos restent gainés pour transmettre efficacement la force ainsi fournie jusqu'aux pelles appuyées dans l'eau.
- Le « retour », où les rames sont sorties de l'eau, et où le rameur allonge les bras, replace le tronc et replie les jambes afin de revenir en position pour commencer une nouvelle propulsion. Le retour doit être plus lent que la propulsion pour laisser glisser la coque sans la freiner et permettre au rameur de reprendre son souffle.

Ces phases sont alternées grâce à des mouvements de transition: (Plus les transitions sont souples et rapides, plus le mouvement général gagne en fluidité, la fluidité étant la clef de la glisse du bateau).
- Entre la propulsion et le retour, intervient le « renvoi de bras » (en position « bras-corps »), où le rameur tend rapidement sans raideur et habilement les bras et replace le tronc vers l'avant, afin de faire réagir la coque dans le bon sens.
- Entre le retour et la propulsion, où le rameur s'emploie à effectuer une « attaque » rapide, nette et précise, afin de poser ses pelles en appui dans l'eau sans pour autant perturber l'avancée du bateau.

En somme deux mots décrivent le coup d'aviron :
propulsion : jambes corps bras ;
retour : bras corps jambes.

## Aviron de compétition sportive

### Courses en ligne
Les courses en ligne ont lieu au printemps ou en été. La distance olympique, utilisée aussi dans la plupart des courses en ligne nationales est de 2 000 m mais il existe aussi, pour les seniors, des sprints qui ont lieu sur 500 m depuis 2013 car selon la fédération française d'aviron cela apporte plus de spectacle (avant les courses en sprint avaient lieu sur 1 000 m). Les distances sont adaptées aux catégories : 1 000 m pour les minimes, 1 500 m pour les cadets, 2 000 m pour les juniors et les seniors et 1 000 m pour les masters. Toutes ces courses sont dans le domaine de la résistance (effort intense sur des durées de quelques minutes) : elles font intervenir de manière importante (voire prédominante) la filière anaérobie lactique.

### Têtes de rivières

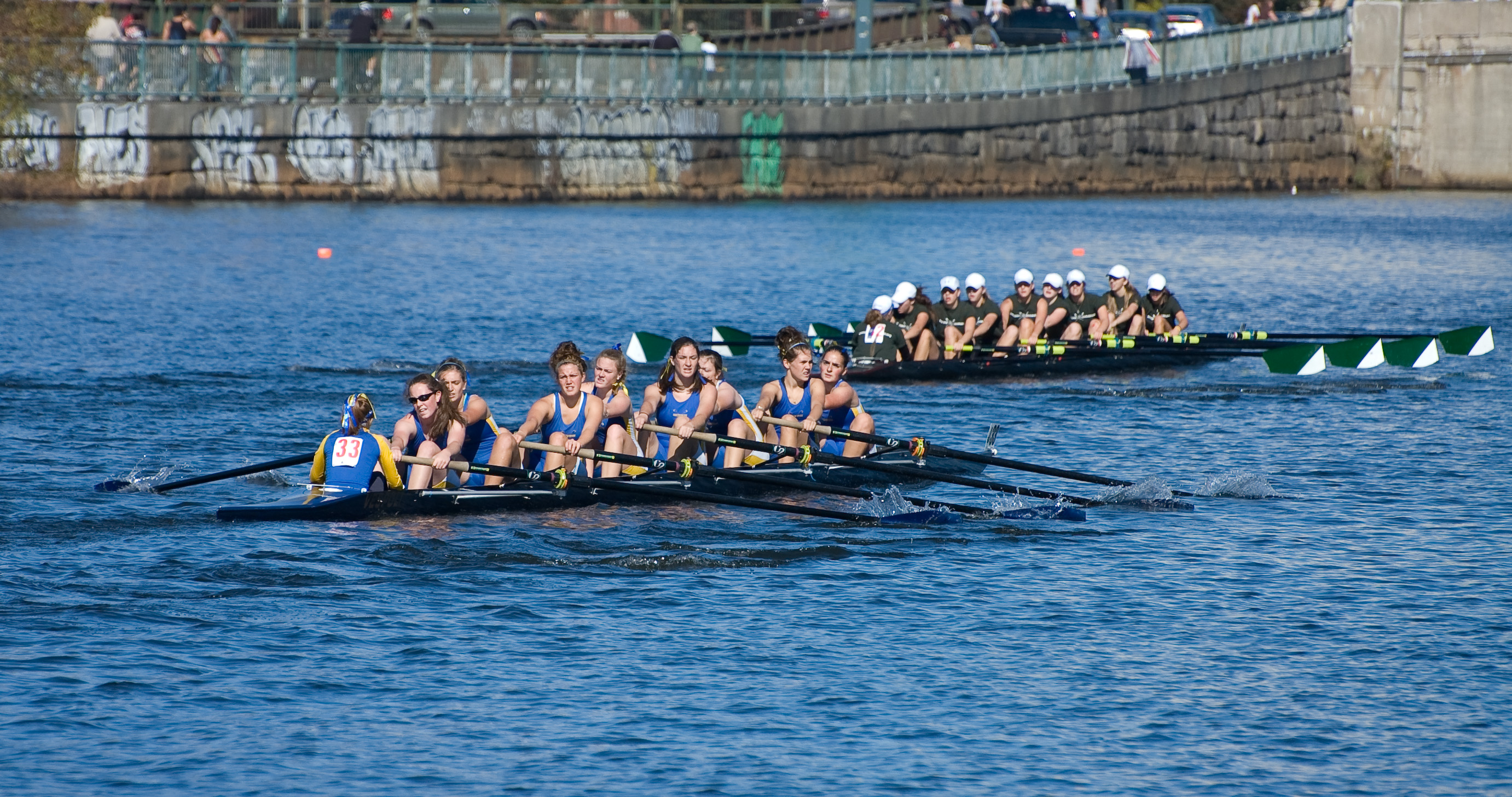
Head of the Charles 2007.

Une tête de rivière (head race en anglais) est un autre type de compétition, organisée plutôt entre la fin de l'automne et le début du printemps (selon les conditions locales). Il s'agit de courses contre la montre, les équipages s'élançant les uns après les autres suivant des intervalles fixes (15 s à 1 min). Les distances à parcourir varient de 2 000 m à 12 000 m.
Exemples de têtes de rivières :
- Head of the Charles (en) à Boston aux É.-U. en octobre
- Head of the River Race[18] sur la Tamise à Londres en mars
- Tête de rivière à Caen, tête de rivière de zone labellisée par la FFA où s'effectue une première sélection des rameurs de l'équipe de France d'aviron pour la zone fédérale Nord Ouest.
- Tête de rivière à Mulhouse, tête de rivière de zone labellisée par la FFA où s'effectue une première sélection des rameurs de l'équipe de France d'aviron pour la zone fédérale Nord Est.
- Tête de rivière à Marignane, tête de rivière de zone labellisée par la FFA où s'effectue une première sélection des rameurs de l'équipe de France d'aviron pour la zone fédérale Sud Est.
- Tête de rivière à Sainte Livrade sur Lot, tête de rivière de zone labellisée par la FFA où s'effectue une première sélection des rameurs de l'équipe de France d'aviron pour la zone fédérale Sud Ouest.
- Tête de rivière de Cazaubon, sur le lac de l'Uby de Cazaubon en France, où s'effectue partiellement la sélection des rameurs de l'équipe de France d'aviron.
- La Tête de Rivière courue le 1er mai sur la Marne sur 3 600 m entre l'île d'Amour au Perreux et le pont de Joinville.
- La TRI (tête de rivière internationale), course de 6 km se tenant en mars à Seneffe (Belgique) dont la 40e édition a lieu en 2013.

### Bump races
Ce type de course a lieu principalement en Angleterre, à l'université d'Oxford et l'université de Cambridge, où les rivières sont trop étroites pour des courses en ligne sur une distance raisonnable, ne serait-ce pour deux bateaux. Les équipages sont répartis le long de la première partie du parcours à intervalles fixes. Le départ de tous les bateaux est simultané.
Le but est de rattraper le bateau précédent et d'éviter d'être rattrapé par le bateau suivant. Si un équipage en rattrape un autre, une "collision " (bump en anglais) est déclarée. Les deux équipes se retirent alors de la course.
Le lendemain, l'équipe rattrapante de la veille démarre devant l'équipe rattrapée. Ces courses s'étalent sur plusieurs jours chaque année, et les grilles de départ de l'année suivante sont décidées en fonction des résultats du dernier jour.

### Championnats du monde et Jeux olympiques
Au niveau mondial, les courses comportent des :
- quatre de couple (4 rameurs) > 4X
- deux de couple (ou doubles) (2 rameurs) > 2X
- skiff (1 rameur en couple) > 1X

et les courses en pointe s'effectuent en :
- huit avec barreur (ou huit barré) > 8+
- deux avec barreur (ou deux barré) (discipline non-olympique) > 2+
- quatre sans barreur (ou quatre sans) > 4-
- deux sans barreur (ou pair-oar) > 2-

Trois bateaux ne sont pas utilisés au niveau mondial :
- quatre avec barreur (ou quatre barré) > 4+
- quatre de couple avec barreur (4 rameurs et 1 barreur) > 4X+
- huit de couple avec barreur (ou 8 de couple) > 8X+

Pour participer à une compétition « de base » en couple il faut être minime ou plus. Pour la pointe il faut être cadet. Le 8 de couple est uniquement réservé aux minimes pour une question de symétrie du geste comparé au 8 de pointe, les minimes étant trop jeunes pour le geste asymétrique.
À la fin de chaque année, la Fédération Internationale des Sociétés d'Aviron (FISA) accueille les Championnats du monde d'aviron, dont les rameurs internationaux se disputent le titre dans vingt-deux catégories différentes. Plus prestigieux les jeux olympiques se déroulent seulement une fois tous les quatre ans. L’aviron masculin est sport olympique depuis plus d’un siècle mais l’aviron féminin a une histoire plus courte et plus récente, commençant en 1976 aux jeux olympiques de Montréal, Québec. En 2012, les compétitions à l’aviron ont été organisées sur le lac Dorney à 45 kilomètres de Londres. Le pays qui a gagné le plus grand nombre de médailles cette année-là fut la Grande-Bretagne avec neuf médailles, dont quatre d’or.

### Championnats universitaires

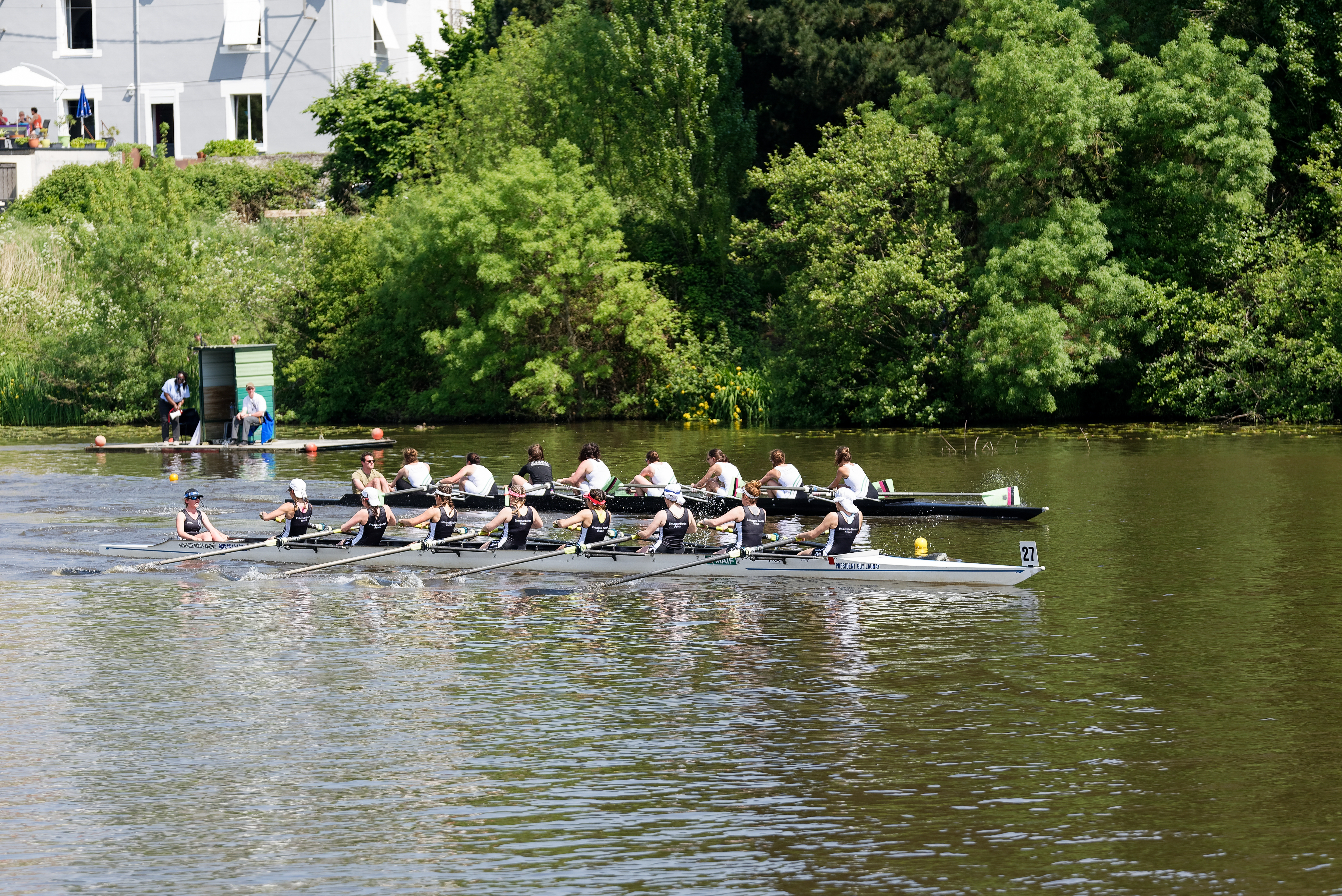
Régataïades 2018

En parallèle à l'aviron civil, s'est développé l'aviron dit universitaire.
Les événements les plus connus de l'aviron universitaire étant :
- le duel Oxford-Cambridge sur la Tamise en Angleterre
- le duel Harvard-Yale aux États-Unis
- le duel Keio-Waseda au Japon
- Les Régataiades de Nantes (France)
- La Garona Cup à Toulouse
- Le Trophée des rois du Club Aviron ESSEC sur le canal du château de Versailles

Un Championnat du monde universitaire est organisé chaque année par la FISU.
Chaque année en France a lieu les Championnats de France universitaire d'aviron. Le gagnant est qualifié aux championnats d'Europe, les EURC (en).

### Catégories de poids
Il existe deux catégories de poids :
- poids légers (ou PL) : les hommes en dessous de 72,5 kg avec la moyenne des rameurs du bateau inférieure à 70 kg (sauf pour le skiff)[19] ; les femmes en dessous de 59 kg avec la moyenne des rameuses du bateau inférieure à 57 kg (sauf pour le skiff).
- toutes catégories (ou TC) : pas de contraintes de poids.

La distance de course est de 2 000 m.
Les quatre barrés et les deux barrés ne font plus partie des catégories olympiques. On dit que cette décision a été prise pour « faire de la place » aux catégories poids légers. Ces bateaux ayant été supprimés aux Jeux olympiques, les rameurs ont tendance à délaisser ces épreuves également lors des championnats du monde.
La distance parcourue en minimes et vétérans est de 1 000 m.
La distance parcourue en cadets est de 1 500 m.
La distance parcourue en junior et senior est de 2 000 m.

## Aviron de mer
Les bateaux d'aviron de mer doivent être plus robustes que les bateaux de rivière afin de résister aux vagues. Ils sont donc en général plus larges, plus massifs et plus lourds que leurs homologues d'eau douce.
On peut distinguer deux types d'aviron de mer pratiqué dans le monde:

### Aviron de mer moderne
Il s'agit d'une pratique de l'aviron de rivière adaptée aux conditions plus difficile de la mer (vagues, courants, vent) nécessitant un matériel plus robuste et donc plus lourd (Coastal Rowing en anglais). Il se pratique en mer ou sur lacs.
Historiquement la pratique découle de l'aviron de rivière avec une adaptation du matériel, le vocabulaire est normalisé avec l'aviron de rivière, la pratique se fait essentiellement sur coulisse, de couple ou de pointe. Certaines spécificités sont néanmoins présentes et font de l'aviron de mer une discipline à part (navigation et maîtrise/changement de cap, maîtrise de la dérive et des courants, surf des vagues, manœuvres d'évitement...) Les embarcations sont plus larges, plus stables, mais également plus lourdes.
L'aviron de mer se décline en plusieurs pratiques:
- Aviron de mer de loisir et randonnées;
- Aviron de mer de compétition;
- Beach rowing (départ et arrivée sur une plage).

Les embarcations sont homologuées par la FISA avec des contraintes de dimensions et poids.

### Aviron de mer traditionnel
La pratique découle d'une tradition locale et adopte un vocabulaire vernaculaire spécifique, qui n'est pas forcément en adéquation avec le langage international utilisé par les fédérations. Le geste est spécifique à l'embarcation, laquelle véhicule une histoire locale.
En Bretagne et dans le Sud-Est de la France, les bateaux fréquemment utilisés sont :
- des yolettes à six rameurs (en pointe) et un barreur. Elles sont nommées "yoles d'Aboville".
- des yolettes à quatre rameurs, en couple ou en pointe, généralement barrés.
- des doubles à deux rameurs en couple, c'est la navigation dite « à la marinière ».
- des « solos » à un rameur sans barreur. Le rameur a deux avirons. C'est la navigation dite « à la marinière ».

Les clubs d'aviron de mer français se rencontrent dans diverses compétitions comme les championnats de France d'aviron en mer.

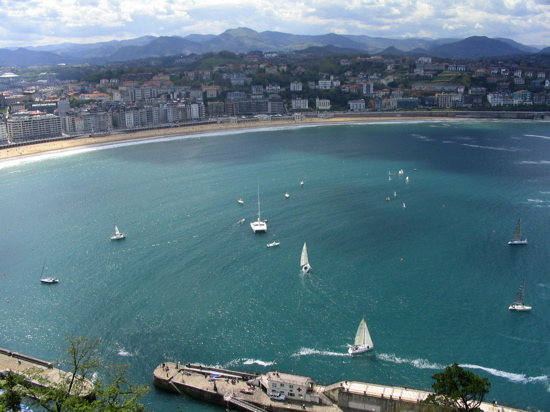
Kontxa Ondartza, la plage de La Concha à Saint-Sébastien

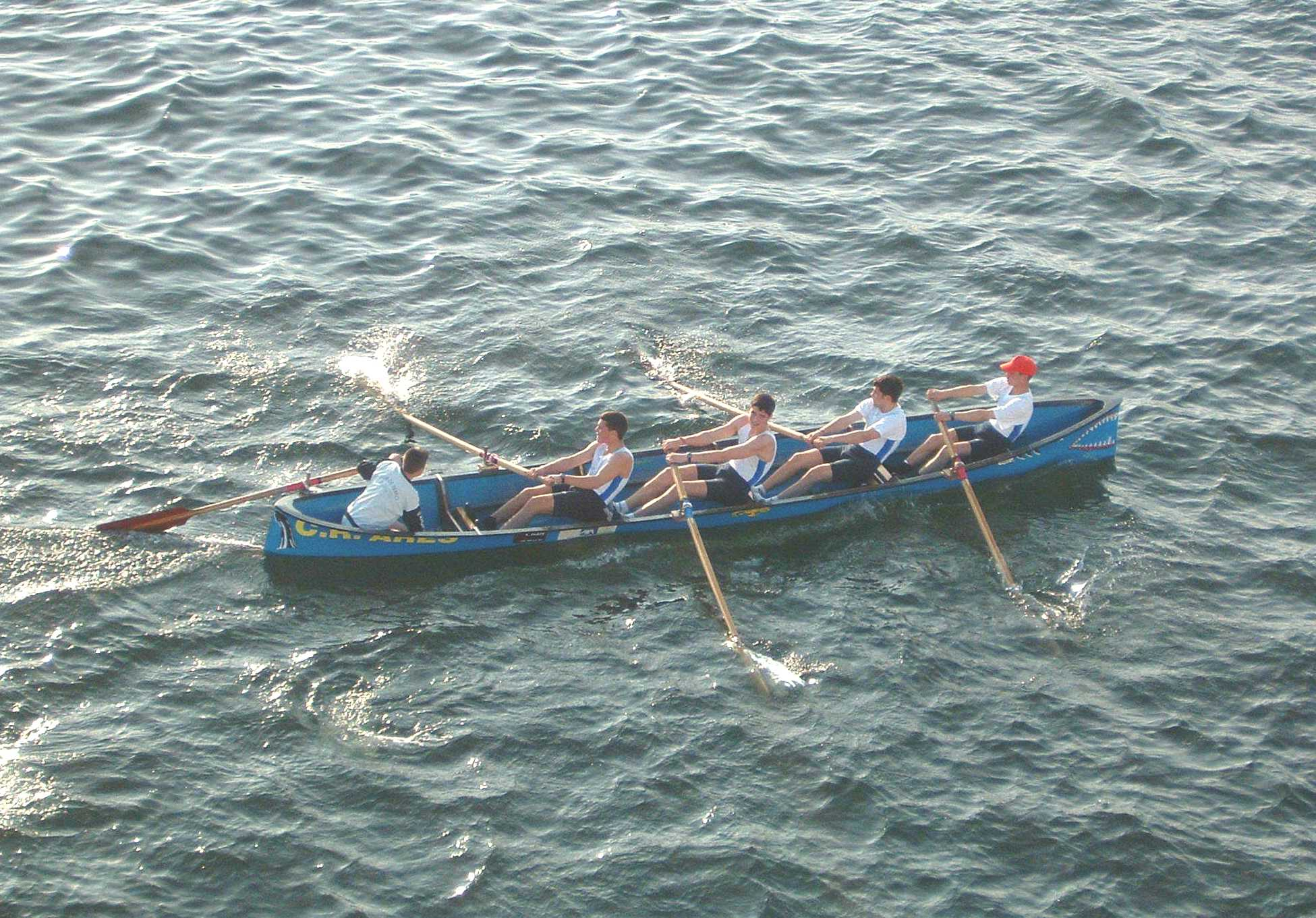
Aviron en Galice (Puebla del Caraminal)

En Espagne (seulement quatre provinces), les traînières (à bancs fixes) sont des embarcations héritées des anciennes chaloupes basques utilisées pour la chasse à la baleine. Leurs équipages comportent treize rameurs (sur banc fixe) et un barreur. Historiquement, chaque ville ou village portuaire se devait de préparer un équipage. Les compétitions sont nombreuses et très populaires. Le point culminant de la saison est la régate de la Concha à Saint-Sébastien.
À l'instar des bateaux d'aviron de rivière (à sièges roulants), les bateaux d'aviron de mer deviennent de plus en plus sophistiqués et sont maintenant construits généralement en fibre de carbone. De plus, d'autres idées d'optimisation comme les portants mobiles, interdits pour les compétitions officielles de rivière, sont testées et développées.
Depuis 1981 et la traversée de l'Atlantique par Gérard d'Aboville en solitaire à la rame, plusieurs rameurs ont tenté et réussi ce genre d'exploit à bord de canots insubmersibles et habitables, créant ainsi un renouveau de cette forme d'aviron.
L'activité physique en mer sur des yoles propulsées par des avirons se pratique avec sièges roulants ou bancs fixes.
Les compétitions à bancs fixes les plus huppées sont :
- en Finlande avec le mythique Church Boat. La Sulkavan Suursoudut (Sulkava Rowing Race)[21], plus de dix mille participants
- en Catalogne avec les llaguts de rem ;
- en Galice, Asturies, Cantabria et Pays basque avec les traînières ;
- à l'Île d'Yeu avec des baleinières de sauvetage ;
- aux îles Scilly avec les « Cornish pilot gigs » ; Championnats du monde de Gigs aux alentours du 1er mai (W.C.P.G), plus de trois mille participants.(150 gigs sur la même ligne de départ,entre St Agnes et St Mary)
- en Hollande avec des chaloupes de sauvetage, Muiden-Pampus-Muiden (MPM), plus de mille participants
- au Canada avec des canots à glace ;
- à Londres pour la great river race, tout ce qui flotte à bancs fixes et sans portants ;
- à Londres avec des péniches ;
- au Canada, Le Circuit régional de Chaloupe à rames, Baleinières 2 rameurs et aviron de mer sur distance de 20 et 42 km (Festirame)
- en Bretagne, la Transplougastel
- en Irlande avec les curachs, les longboats et les sennes boats (Valentia)

Suivant la localisation, des spécificités de vocabulaire peuvent apparaître; la navigation avec deux rameurs (ses) par banc de nage, les rameurs ne manipulant qu'un aviron(et/ou rame), est appelée la ramerie de couple. La navigation avec un rameur(se) par banc de nage, le rameur manipulant deux rames (et/ou aviron), est appelée la navigation à la marinière.
La navigation (peu importe le nombre de rameurs) où un rameur manipule deux rames est normalement qualifiée de « à la marinière ».
En Australie est né le surfboat, un type d'aviron de mer très physique. Les équipages sont composés de quatre à huit rameurs et d'un barreur. L'embarcation est une chaloupe très robuste capable de résister à de grandes vagues. L'épreuve classique consiste à embarquer depuis la plage, franchir la zone où de puissantes vagues déferlent, atteindre une bouée au large, faire demi tour et enfin utiliser les vagues déferlantes pour rejoindre la plage. Ce sport fait référence au travail des sauveteurs de plage et peut donc être considéré comme du sauvetage sportif.

## Aviron de loisirs
Pour compléter le paysage très riche des régates d'aviron en rivière et en mer, on trouve des rencontres où l'aspect compétition passe au second plan : les régates dites loisirs ou randonnées. Elles rassemblent des pratiquants expérimentés ou pas, jeunes ou moins jeunes, et ont pour vocation de développer des relations conviviales entre les participants, de faire découvrir des plans d'eau exceptionnels tels que le grand canal de Venise, le Danube ou encore le Canal du Midi.

## Équipement

### Bateau
Les bateaux et les pelles sont conçus selon les standards préconisés par la FISA (Fédération internationale des sociétés d'aviron).
Une note technique aux constructeurs est disponible en anglais.
Autrefois conçus en bois léger, les bateaux sont désormais conçus en matériaux composites (fibre de kevlar, fibre de verre ou de carbone). Certains skiffs (embarcation à une place) peuvent descendre jusqu'à 12 kg, mais le règlement impose un poids de 14 kg minimum. On distingue, la coque, les portants, et les pelles qui composent l'armement du bateau.
Les principaux constructeurs rencontrés en compétitions internationales sont Kanghua, Empacher, Filippi, Stämpfli, Hudson, Salani, Douglas, Vespoli, BBG, WinTech, Nelo, lite boat, ave rowing et Vega pour les bateaux, Concept2, Croker, Drakkar, WinTech et Braća pour les pelles (ou rames ou avirons).
Les modèles de bateaux se distinguent par leur nombre d'équipiers, leur finesse ou leur matière : Skiffy, Demi-skiff, Skiff, Canoë Français, Deux de couple ou de pointe, Deux de pointe avec barreur, 4 avec ou sans barreur en couple ou en pointe, 8 avec barreur armé en pointe et exceptionnellement en couple pour les plus jeunes rameurs ou lors de matchs entre clubs.

### Rame
En Méditerranée on utilise préférentiellement "rame", tandis qu'en Atlantique on préfère le mot "aviron" pour désigner l'élément, l'outil avec lequel le rameur déplace son bateau, (le mot "pelle" n'est pas officiel mais est utilisé dans le jargon). Suivant qu'il rame en pointe ou en couple, il se sert d'une ou de deux rames, d'un ou deux avirons.
Au départ en bois, les pelles sont maintenant réalisées en fibre de carbone, ce qui les rend plus rigides et surtout plus légères.
Il existe deux types de palettes : les pelles dites Mâcon, à palette de forme symétrique par rapport au manche, et les pelles dites haches, avec une plus grande surface en dessous du manche qu'au-dessus. Ces avirons offrent un meilleur appui sur l'eau. 

### Ergomètre
Les ergomètres ou rameurs sont des appareils permettant de simuler le mouvement de l'aviron. Munis de capteurs électroniques, ils estiment les dépenses énergétiques du rameur ainsi que la distance (virtuelle) qu'il parcourt.
Ces appareils, très utilisés par les rameurs en complément des sorties sur l'eau et de la musculation générale, permettent aussi d'organiser des compétitions en salle (comme l'open concept 2 de Levallois). Ces compétitions ont lieu généralement sur une « distance » de 2 000 m pour les juniors seniors, 1 500 m pour les cadets et 1 000 m pour les minimes et sont l'occasion pour les rameurs d'évaluer leur condition physique. Le temps d'un rameur sur l'ergomètre fait partie des critères utilisés par les fédérations nationales pour sélectionner leurs équipes.
L'ergomètre a quelque peu évincé les bassins intérieurs (appelés tanks à ramer) utilisés pour simuler le mouvement d'aviron même s'il ne peut les remplacer lorsqu'il s'agit de travailler le geste technique. En cas de mauvais temps, l'ergomètre reste une véritable alternative au bateau.

## Pratique par pays

### France

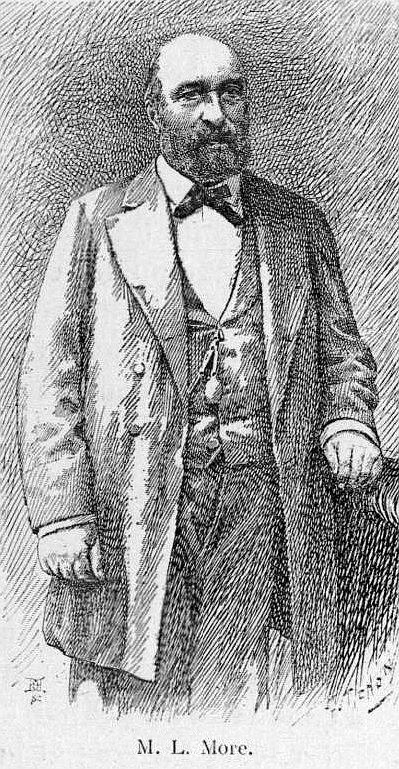
Lucien Môre, président de la Société des régates parisiennes, en 1853.

Début 1853, les délégués des principales équipes de la capitale se réunissent, pour créer au mois de mars la « Société des régates parisiennes ». Le premier président en est Lucien Môre.
La Fédération française d'aviron (FFA), (anciennement Fédération française des sociétés d'aviron, jusqu'au 6 juillet 2013), naît en 1890 de la fusion des trois plus importantes fédérations « régionales ». La FFA développe la forme moderne des Championnats de France d'aviron. Elle est l'une des fondatrices de la Fédération internationale des sociétés d'aviron (FISA).
En France,sur le modèle des grandes universités anglo-saxonnes, ce sport se diffuse également au sein des grandes écoles et il n'est pas rare que les championnats universitaires opposent sur bateaux longs les noms les plus prestigieux.
Pour ce qui est de l'aviron de mer, tous les ans, est organisée la Coupe de France universitaire d'aviron de mer. Il s'agit d'une compétition en trois manches (en 2005 : Brest, La Rochelle et La Grande Motte) où un classement défini à l'issue des trois rencontres décide qui remporte le prix. Sont alliées dans ces étapes de Coupe de France universitaire des valeurs universitaires de convivialité, d'échange et de sport. La forme de la compétition peut être variable : en bateau ou sur ergomètre, les distances de courses sont aussi variables.
Pour ce qui est de l'aviron de rivière, sont organisés les Championnats de France universitaires. Des sélections académiques ou inter-académiques sont réalisées et permettent de se qualifier pour les championnats au cours desquels les titres de champions sont attribués.
Le premier champion olympique en skiff est Hermann Barrelet lors des Jeux olympiques de 1900 à Paris.
Aux Jeux olympiques de 2012, cinq bateaux français (composés de 14 rameurs) se sont qualifiés pour les compétitions, mais seul un équipage, les deux sans barreur, a pu rapporter une médaille d'argent.
En 2015, du 30 août au 6 septembre, le lac d'Aiguebelette a accueilli les championnats du monde d'aviron (pour la deuxième fois de son histoire après 1997).
Aux Jeux olympiques de 2016 à Rio, Jérémie Azou et Pierre Houin sont sacrés champions olympiques en deux de couple homme poids léger tandis que le quatre sans barreur homme poids léger composé de Guillaume Raineau, Thibault Colard, Thomas Baroukh et Franck Solforosi obtient la médaille de bronze.

## Aviron et culture

### L'aviron en peinture
- Thomas Eakins
- Ferdinand Gueldry

### L'aviron au cinéma
- Champions de France, film français réalisé par Willy Rozier avec Maurice Maillot, sorti en 1938.
- Les Régates de San Francisco, film réalisé par Claude Autant-Lara, sorti en 1960.
- Des fraises et du sang, film réalisé par Stuart Hagmann, sorti en 1970.
- Oxford Blues, film américain réalisé par Robert Borris, sorti en 1984.
- The Boy in Blue, film américain réalisé par Charles Jarrott avec Nicolas Cage et Christopher Plummer, sorti en 1986.
- True Blue, film américain réalisé par Ferdinand Fairfax, sorti en 1996.
- Give It All (Ganbatte ikimasshoi), film japonais réalisé par Itsumichi Isomura, sorti en 1998.
- Daddy Who?, film américain réalisé par Frederic Golchan, sorti en 1999.
- The Skulls : société secrète, réalisé par Rob Cohen avec Joshua Jackson, Paul Walker et Christopher McDonald, sorti en 2000.
- How High, film américain réalisé par Jesse Dylan avec Method Man et Redman, sorti en 2001.
- Summer Storm (Sommersturm), film allemand réalisé par Marco Kreuzpaintner, sorti en 2004.
- Fair Play, réalisé par Lionel Bailliu avec Benoît Magimel, sorti en 2005.
- La Régate, réalisé par Bernard Bellefroid, sorti en 2010.
- The Social Network, film américain réalisé par David Fincher, sorti en 2010
- The Novice, film américain réalisé par Lauren Hadaway, sorti en 2021
- Ils étaient un seul homme, film américain réalisé par George Clooney, sorti en 2023.

### Aviron et littérature
- Sur l'eau, livre écrit par Hans Maarten van den Brink, publié en 2000[28].
- Deux sans barreur, livre écrit par Dirk Kurbjuweit, publié en 2008[29].
- J'ai ramé sur le Niger, livre écrit par Le Bel de Penguilly, publié en 2010[30].
- Au revoir gamin, livre écrit par Sébastien Lefebvre, publié en 2012[31].
- Bacha Posh, livre écrit par Charlotte Erlih, publié en 2013[32].
- Ils étaient un seul homme, livre écrit par Daniel James Brown, publié en 2014[33].
- Mort sur la Tamise, livre écrit par Deborah Crombie, publié en 2015[34].
- Decock, Benoît, Fausses Pelles, Éditions Salto, 979-1095408062, 2016
- Le Cœur sur l'eau : Un été à Nantua, Quentin Dallorme, 2021